# Pierre Houin
Pierre Houin (Toul, 15 april 1994) is een Frans roeier. Hij debuteerde op de wereldkampioenschappen roeien 2015 in de niet-olympische lichte dubbel-vier en won hierin de gouden medaille. Tijdens de Olympische Zomerspelen 2016 kwam Houin samen met Jérémie Azou uit in de lichte dubbel-twee en won samen met hem de olympische titel.

## Resultaten
- Wereldkampioenschappen roeien 2015 in Aiguebelette-le-Lac  lichte dubbel-vier
- Olympische Zomerspelen 2016 in Rio de Janeiro  in de lichte dubbel-twee
- Wereldkampioenschappen roeien 2017 in Sarasota  lichte dubbel-twee

1996: Michael Gier & Markus Gier ·
2000: Tomasz Kucharski & Robert Sycz ·
2004: Tomasz Kucharski & Robert Sycz ·
2008: Mark Hunter & Zac Purchase ·
2012: Mads Rasmussen & Rasmus Quist ·
2016: Jérémie Azou & Pierre Houin ·
2020: Fintan McCarthy & Paul O'Donovan ·
2024: Fintan McCarthy & Paul O'Donovan